# Isabel de Castela (1283–1328)
Isabel de Castela (Toro, 1283 — 24 de julho de 1328) foi rainha consorte de Aragão, Valência, Sicília e Maiorca pelo seu primeiro casamento com Jaime II de Aragão, e duquesa da Bretanha e viscondessa de Limoges pelo seu segundo casamento com João III da Bretanha.

## Família
Isabel era a filha primogênita do rei Sancho IV de Castela e de Maria de Molina. Seus avós paternos eram o rei Afonso X de Castela e Iolanda de Aragão. Seus avós maternos eram o infante de Castela, Afonso de Molina, e Maior Afonso de Meneses, sua segunda esposa.
A infanta teve seis irmãos mais novos, que eram: o rei Fernando IV de Leão e Castela; Afonso, noivo de Joana Nunes de Lara; Henrique; Pedro, senhor de Cameros; Filipe, senhor de Ribera e Cabrera, e Beatriz, consorte do rei Afonso IV de Portugal.

## Biografia
Por algum tempo, Isabel esteve noiva de Afonso de Lacerda, filho de Fernando de La Cerda, infante de Castela e da princesa Branca de França. Porém, o casamento não se realizou.

### Primeiro casamento
Em dezembro de 1291 ou 1293, em Sória, Isabel casou-se com Jaime II, filho de Pedro III de Aragão e de Constança de Hohenstaufen, como sua primeira esposa. Ela tinha entre 8 ou 10 anos de idade apenas, e ele, 24 ou 26. Foi necessária uma dispensa papal pois eles compartilhavam de graus de consanguinidade.
O casamento jamais foi consumado, e em 1295, foi anulado devido ao parentesco do casal.

### Segundo casamento
Anos mais tarde, em 1320, na cidade de Burgos, Isabel casou-se com o futuro duque João III da Bretanha, como sua segunda esposa. Ele era filho de Artur II, Duque da Bretanha e de Maria, Viscondessa de Limoges. Ela tinha 26 ou 27 anos, e ele, 23 ou 24.
Em março de 1312, seu marido lhe concedeu o título viscondessa de Limoges. Em agosto do mesmo ano, ela tornou-se duquesa da Bretanha com a ascensão de João.
Isabel faleceu na data de 24 de julho de 1328, com cerca de 45 anos de idade. Este casamento também não resultou em filhos.
Após sua morte, o duque casou-se com Joana de Saboia, mas morreu sem descendência.